# Сецень
Сецень (пол. Siecień) — село в Польщі, у гміні Брудзень-Дужий Плоцького повіту Мазовецького воєводства.
Населення — 797 осіб (2011).
У 1975-1998 роках село належало до Плоцького воєводства.

## Демографія
Демографічна структура станом на 31 березня 2011 року:
|          | Загалом | Допрацездатний вік | Працездатний вік | Постпрацездатний вік |
| -------- | ------- | ------------------ | ---------------- | -------------------- |
| Чоловіки | 412     | 98                 | 289              | 25                   |
| Жінки    | 385     | 85                 | 228              | 72                   |
| Разом    | 797     | 183                | 517              | 97                   |